# IC 283
IC 283 ist eine Spiralgalaxie mit aktivem Galaxienkern vom Hubble-Typ Sc im Sternbild Walfisch am Südsternhimmel. Sie ist schätzungsweise 370 Millionen Lichtjahre von der Milchstraße entfernt und hat einen Durchmesser von etwa 75.000 Lichtjahren. 
Im selben Himmelsareal befinden sich u. a. die Galaxien NGC 1194 und NGC 1211.
Das Objekt wurde am 4. Dezember 1891 vom französischen Astronomen Stéphane Javelle entdeckt.